# كايل كيسي
كايل كيسي (بالإنجليزية: Kyle Casey)‏ مواليد 27 نوفمبر 1989 في ميدواي، هو لاعب كرة سلة أمريكي. بدأ مسيرته الاحترافية في سنة 2014. يحمل الرقم 30. يبلغ طوله 6 قدم 7 بوصة (2.0 م). لعب مع نادي دومجاله لكرة السلة في الدوري السلوفيني لكرة السلة.

## روابط خارجية
- كايل كيسي على موقع دوري كرة السلة الياباني للمحترفين (اليابانية)
- كايل كيسي على موقع سبورتس رفرنس (الإنجليزية)
- كايل كيسي على موقع كرة السلة الأوروبية.كوم (الإنجليزية)
- كايل كيسي على موقع DraftExpress.com (الإنجليزية)
- كايل كيسي على موقع كلية كرة السلة في سبورتس رفرنس.كوم (الإنجليزية)
- كايل كيسي على موقع ريلجم (الإنجليزية)
- كايل كيسي على موقع بروبوليرز (الإنجليزية)
- كايل كيسي على موقع سبورتس رفرنس (الإنجليزية)